# Martin Urbisaglia
Martin Urbisaglia (La Plata, Buenos Aires, Argentina, 28 de marzo de 1982) es un locutor nacional y conductor de radio y televisión, actor de doblaje, y cantautor argentino.

## Trayectoria
Desde pequeño se dedicó a la creación de voces para personajes y se interesó por el doblaje, la actuación y la locución.
Realizó la carrera de Locutor Nacional, obteniendo el título y se especializó en Doblaje y locución artística.
Formó parte del programa "Yo Canto Como..." del canal Quiero Música en mi Idioma, representando a Diego Torres durante todo el certamen. 
Como actor participó en decenas de tiras de ficción para las distintas productoras audiovisuales de Argentina. Como actor de doblaje, se destacó siendo la voz de "Mati", el perro salchicha de la telenovela juvenil Patito Feo, y brinda su voz en cientos de doblajes.
Es el Humorista estable de Fm Vale 97.5 de Buenos Aires, realizando imitaciones de personajes y cantantes en el programa "Mi Gente Bella", de Catherine Fulop.
Es la voz de "Enrique Geum", el protagonista de la serie coreana "Bella Solitaria" (Flower Boy Next Door), para toda Latinoamérica.
Brinda su voz a decenas de personajes de diversas series, documentales y dibujos animados para toda Latinoamérica.
Es el creador y autor del personaje infantil "Soy Markitos".

## Participaciones en Tv como actor
2010 "Ciega a Citas" 2.ª Temporada
2010 "Los Exitosos Perez" (México)
2009 “Ciega a Citas”
2008 “Todos Contra Juan”
2006 “Los Ex”
2006 “Tango del último amor”(Rusia)
2006 “Amor Mío”(México)
2005 “Sin Código”
2005 “Hombres de Honor”
2005 “Gaturro, la serie”

## Doblajes

### Doblajes principales
2014 "I Origins", Largometraje. Voz de Ian Gray (Michael Pitt), protagonista.
2014 “Reis e Ratos”, Largometraje
2014 “Salvate si Puedes”, Discovery Channel
2014 “Mundos Opuestos (Her Legend)”, Drama Coreano.
2014 “Las Aventuras de Matthew y Marc”
2014 “Philomena”, Largometraje
2014 “The Michaels”, Largometraje
2014 “Belle”, Largometraje, Fox.
2014 “Vallanzasca: Angel del Mal”
2014 “Syndrome”, Drama Coreano
2013 “Adolescentes Rebeldes”
2013 “Liv and Maddie”, Disney
2013 “Shut Up Flower Boy Band”, Drama Coreano.
2013 “Dear You (Beloved)”, Dorama Coreano.
2013 “Flower Boy Next Door”, Dorama Coreano.
2013 “Five Fingers”, Dorama Coreano.
2013 “Guinness World Records”
2013 “Cheaters”
2011 “Espíritu Adolescente” (Teen Spirit) Largometraje.
2011 “Como Hermanos (Le Monde de Pahé)”
2010 “Como Hermanos (Le Monde de Pahé)”
2008 “Patito Feo” Voz de Mati, el perro salchicha.
2008 “Power Rangers, Operación Sobrecarga”
2007 “Power Rangers, Fuerza Mística”
2007 “Naturally Sadie”
2006 “Patoruzito contra los Dinosaurios”